# Antonio María Coltraro
Antonio María Coltraro (m. en 1797 en Roma) fue un sacerdote de la Compañía de Jesús.
Ordenado en 1777 (?), fue rector de la escuela de novicios de Mesina hasta 1793, en que su orden fue expulsada de Sicilia.
Refugiado en los Estados Pontificios, fue detenido en Orvieto el 12 de mayo por su relación con el arcipreste de Valentano de 1794.
No consiguió su liberación hasta 1796.

## Obras
- Vida del venerable sirviente de Dios, Benedicto José Labre
- The Life of the Venerable Servant of God, Benedict Joseph Labre

- Datos: Q5698994